# Corythoichthys
Corythoichthys è un genere di pesci ago, detti anche pesci pipa,  appartenenti alla  famiglia Syngnathidae. La tassonomia di questo genere è ancora in discussione, ma al momento sono riconosciute 12 specie valide.

## Habitat e Distribuzione

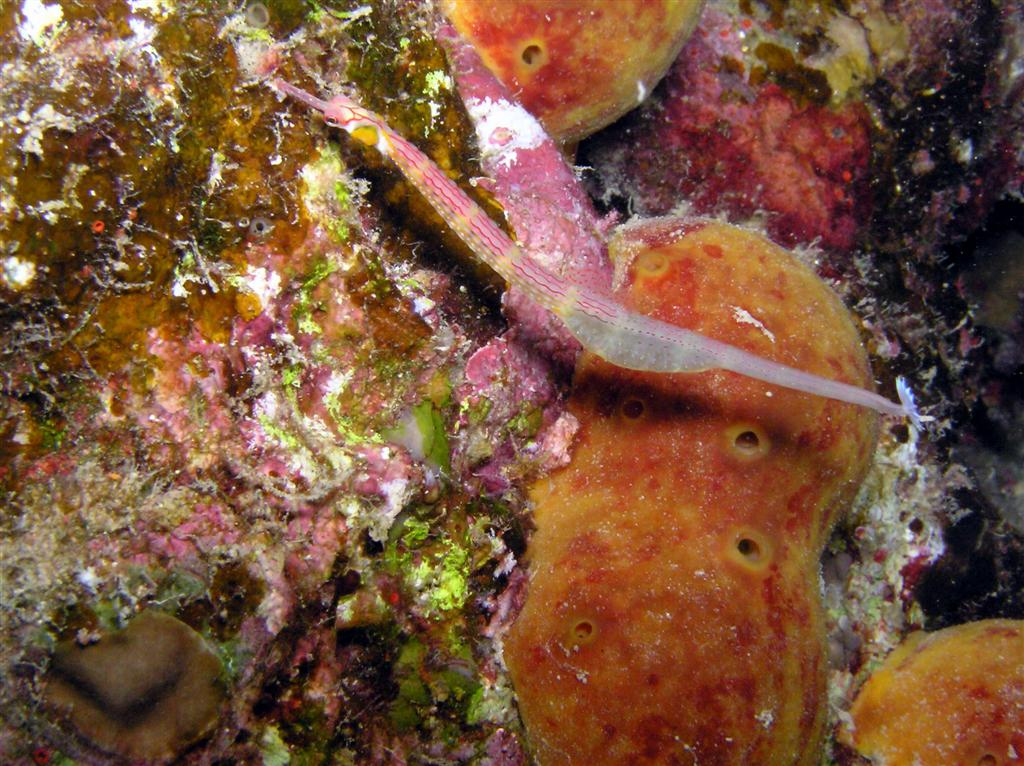
C. nigripectus maschio con uova

Tutte le specie del genere si trovano nelle regioni tropicali dell'oceano Pacifico e dell'oceano Indiano. Vivono nelle barriere coralline.

## Riproduzione
Maschi e femmine formano coppie che durano solo una stagione. Durante il corteggiamento, i due "danzano" l'uno intorno all'altro poco sopra il fondo. In seguito la femmina depone le uova, che verranno subito raccolte in una sacca di pelle del maschio, che le trasporterà fino alla loro schiusa. Essa in genere avviene dopo qualche settimana.

## Tassonomia
- Corythoichthys amplexus C. E. Dawson & J. E. Randall, 1975
- Corythoichthys benedetto G. R. Allen & Erdmann, 2008
- Corythoichthys conspicillatus (Jenyns, 1842)
- Corythoichthys flavofasciatus (Rüppell, 1838)
- Corythoichthys haematopterus (Bleeker, 1851)
- Corythoichthys insularis C. E. Dawson, 1977
- Corythoichthys intestinalis (E. P. Ramsay, 1881)
- Corythoichthys nigripectus Herald, 1953
- Corythoichthys ocellatus Herald, 1953
- Corythoichthys paxtoni C. E. Dawson, 1977
- Corythoichthys polynotatus C. E. Dawson, 1977
- Corythoichthys schultzi Herald, 1953